# Dumbéa (rzeka)
Dumbéa – rzeka na południu Nowej Kaledonii, znajdująca się na wyspie Grande Terre. Przepływa w całości przez gminę Dumbéa w Prowincji Południowej.
W górnym biegu rzeka podzielona jest na dwie odnogi: prawą (główną), wypływającą z Montagne des Source i płynącą 12 km oraz odnogę północną o długości 9,1 km. Od miejsca ich połączenia rzeka płynie 11 km w kierunku południowym i wpada do zatoki Baie de la Dumbéa (część Morza Koralowego) ok. 7,5 km na północny zachód od Numei. Ze względu na fakt, że Dumbéa stanowi jedyne źródło wody pitnej w okolicach Numei, już w 1892 roku rozpoczęto budowę zapory, która później wielokrotnie była modernizowana.